# Westbeemster

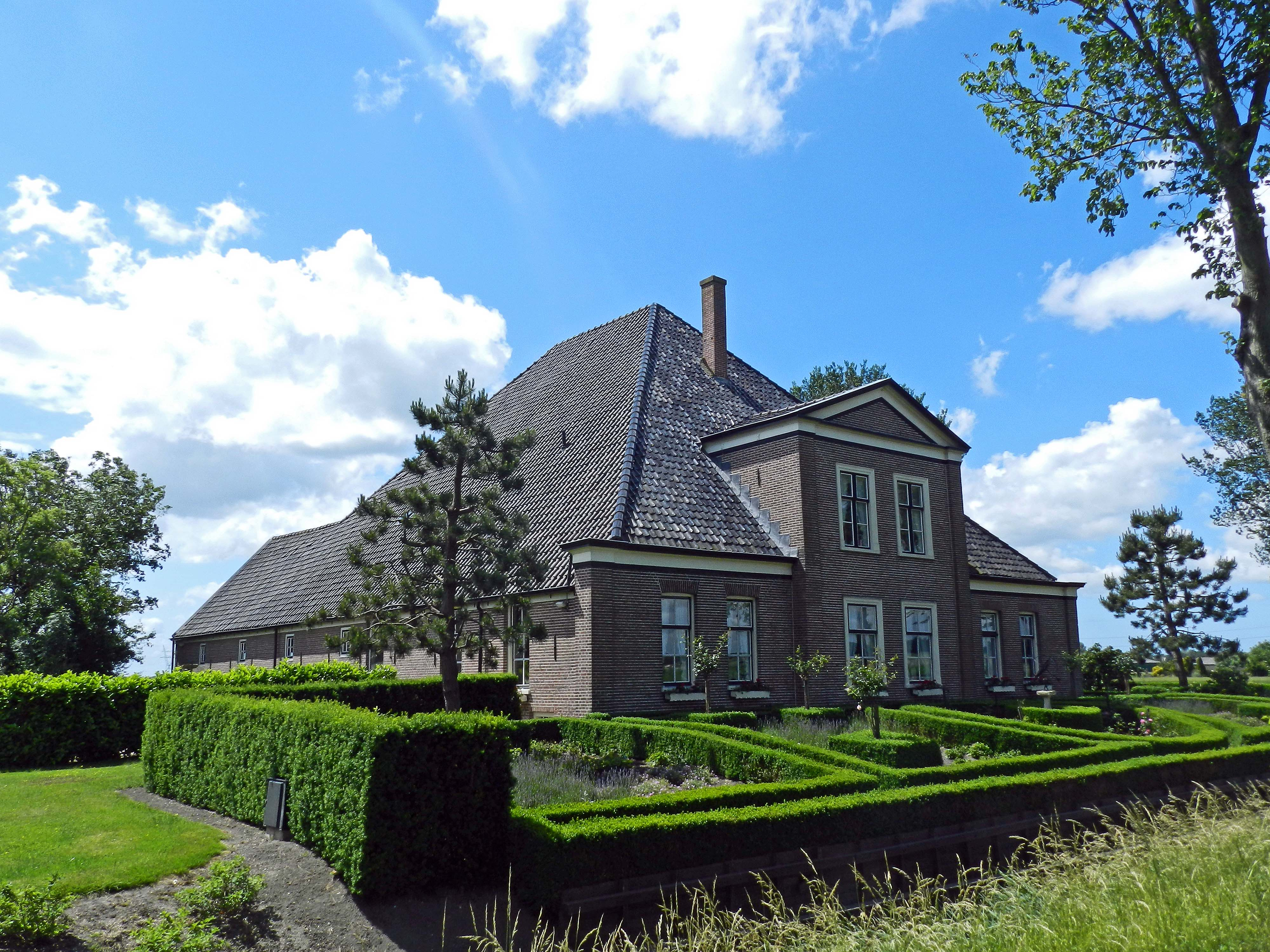
De Rijperweg.

Westbeemster est un village de la commune de Beemster de la province de la Hollande-Septentrionale aux Pays-Bas. La population du centre-village de Westbeemster est de 117 habitants. Le district statistique compte 360 habitants.